# Варфоломіївка (авіабаза)
Варфоломіївка — військова авіабаза в Приморському краї, в 12 км на північний схід від міста Арсеньєв, на ній дислокується 799-та окрема розвідувальна авіаційна ескадрилья на літаках Су-24МР.

## Історія
Аеродром був побудований ще до Другої світової війни. У вересні 1941 на ньому базувався 59-го швидкісний бомбардувальний авіаполк, 9-ї повітряної армії Далекосхідного фронту. В 1942 його льотчики переучувались з літаків СБ на Пе-2.
У 80-х роках на аеродромі базувались літаки Су-17.
На базі знаходилось сховище ядерної зброї (в/ч 22006), яке було зведене у 1960-х і закинуте на початку 2000-х років.
З 2000 по 2009 на аеродромі Варфоломіївка проходив службу Пешков Олег Анатолійович, російський пілот, учасник інтервенції Росії в Сирію, який став відомий тим, що в листопаді 2015 року був збитий над територією Туреччини й загинув під час катапультування.

### 799-та окрема розвідувальна авіаційна ескадрилья
В грудні 1942 року був сформований 799-й змішаний авіаполк, який ввійшов до складу 9-ї повітряної армії. 1 липня 1942 року 799-й змішаний авіаційний полк був перетворений в 799-й окремий розвідувальний авіаційний полк. Брав участь в радянсько-японській війні.
Протягом 1960-х років основним літаком полку був Іл-28Р.
799-й розвідувальний авіаполк входив до складу 11-ї армії ВПС і ППО і був розформований 1 грудня 2009.